# NGC 953
NGC 953 è una galassia ellittica situata nella costellazione del Triangolo.